# Mathys Tourraine
‌
Mathys Tourraine, né le 14 janvier 2001 à Lyon (France), est un footballeur franco-marocain qui évolue au poste d'arrière droit au Paris FC.

## Biographie

### Carrière en club

#### Naissance à Lyon, formation à Paris et Monaco (2001-2020)
Natif de Lyon, la famille déménage à Paris avant que Mathys Tourraine ne rejoigne le CFFP Jouant de la categorie U8 à U15 du CFFP, le 19 février 2015, il rejoint le centre de formation de l'AS Monaco pour y disputer quatre saisons.
Non conservé par Monaco il se retrouve sans club pendant 2 ans ( 2020-2022 ) 

#### Débuts avec Grenoble Foot 38 (2022-2024)
Le 13 juillet 2022, il s'engage avec l'équipe réserve de Grenoble Foot 38, dont l'équipe professionnelle évolue en Ligue 2. Il est dans un premier temps relégué dans l'équipe réserve du club afin de retrouver du temps de jeu après deux ans passées sans football, d'une part à cause de la maladie de coronavirus.
Le 18 septembre 2022, il dispute son premier match en réserve (Régional) contre le Cluses-Scionzier FC. Lors de ce match et sous les ordres de l'entraîneur Lucas Pouliquen, il est titularisé et délivre une passe décisive sur le premier but inscrit par Mansah Mbomiko à la 6e minute (victoire, 6-0). Prenant définitivement place dans l'équipe réserve en début de saison 2022-2023, il fait ses premières apparitions dans l'équipe professionnelle lors de la trêve hivernale, avant de s'entraîner régulièrement avec l'équipe première entre janvier et mars 2023.
Le 4 mars 2023, sous la houlette de l'entraîneur Vincent Hognon, il entre en jeu à la 80e minute en remplaçant Loris Néry contre le Dijon FCO en Ligue 2 (défaite, 1-0). Sept jours plus tard, il reçoit sa première titularisation en Ligue 2 contre le FC d'Annecy (victoire, 2-1). Quelques jours plus tard, il signe finalement son premier contrat professionnel, le liant au club jusqu'en 2026,.
Lors de la saison 2023-2024, il inscrit son premier but professionnel (un lob) à l'occasion de la 2e journée de championnat contre le Paris FC, grâce à une passe décisive de Saikou Touray (victoire, 2-0),.

#### Paris FC (depuis 2024)
Le 28 juin 2024, le Grenoble Foot 38 annonce sur son site internet le transfert de son arrière droit vers le Paris FC, club contre lequel il a inscrit son 1er but en professionnel .

### Carrière en sélection
Possédant la double nationalité française et marocaine, Mathys Tourraine a l'opportunité de jouer pour la sélection de son choix. Il explique : « Je sais que j’ai le choix mais je n’ai pas envie de choisir. Celui qui me veut, qu’il m’appelle. Le Maroc m’a appelé en premier, j’y suis allé et avec fierté (...) Pour moi, c’est un choix personnel et il n’y a pas de mauvais choix. ».

#### Équipes de jeunes
En 2018, il reçoit sa première sélection avec le Maroc -18 ans à l'occasion d'un stage de préparation au Complexe Mohammed VI de football de Salé.
Sélectionné pour la première fois avec le Maroc olympique par Issame Charaï en septembre 2023, il raconte : « J’ai reçu un appel du coach adjoint juste après le match face à Bastia (0-0). Donc j’ai dû faire ma valise le soir même et je suis parti pour le Maroc le lendemain matin. Je ne m’y attendais pas du tout. ». Il dispute son premier match amical le 7 septembre contre le Brésil olympique à Fès en entrant en jeu à la mi-temps à la place d'Achraf Laaziri (victoire, 1-0),. Un deuxième match amical prévu le 11 septembre dans la même ville est annulé par la fédération marocaine à la suite du séisme au Maroc,.
Il est rappelé en octobre 2023 pour des matchs contre l'Irak olympique et la République dominicaine,. Titularisé lors du premier match contre l'Irak (défaite, 0-1), il entre en jeu lors du deuxième match contre la République dominicaine en remplaçant Zakaria El Ouahdi à la 76e minute (victoire, 3-1),.
Le 16 novembre 2023, il entre en jeu lors d'un match amical contre le Danemark espoirs en remplaçant Mehdi Boukamir à la 86e minute (défaite, 0-3),. Cinq jours plus tard, titularisé, les Lionceaux de l'Atlas remportent leur deuxième match amical de la trêve internationale contre les États-Unis olympique (victoire, 1-0),.

## Style de jeu
Jouant principalement dans le poste d'arrière droit, il peut également évoluer à gauche en étant droitier. Défenseur, il a un tempérament offensif, ayant la sprint comme l'une de ses qualités principales.

## Statistiques

### Statistiques détaillées
| Saison                | Club                  | Championnat           | Championnat | Championnat | Championnat | Coupe(s) nationale(s) | Coupe(s) nationale(s) | Coupe(s) nationale(s) | Total | Total | Total |
| Saison                | Club                  | Division              | M.          | B.          | P.d.        | M.                    | B.                    | P.d.                  | M.    | B.    | P.d.  |
| 2022-2023             | Grenoble Foot 38 rés. | Régional              | 12          | 4           | 1           | -                     | -                     | -                     | 12    | 4     | 1     |
| 2022-2023             | Grenoble Foot 38      | Ligue 2               | 13          | 0           | 0           | -                     | -                     | -                     | 13    | 0     | 0     |
| 2023-2024             | Grenoble Foot 38      | Ligue 2               | 30          | 1           | 0           | 1                     | 0                     | 0                     | 31    | 1     | 0     |
| Sous-total            | Sous-total            | Sous-total            | 43          | 1           | 0           | 1                     | 0                     | 0                     | 44    | 1     | 0     |
| 2024-2025             | Paris FC              | Ligue 2               | 29          | 0           | 0           | 1                     | 0                     | 0                     | 30    | 0     | 0     |
| Total sur la carrière | Total sur la carrière | Total sur la carrière | 84          | 5           | 1           | 2                     | 0                     | 0                     | 86    | 5     | 1     |

### En sélection marocaine
Le tableau suivant liste les rencontres de l'équipe du Maroc U23 des catégories des jeunes dans lesquelles Mathys Tourraine a été sélectionné depuis le 7 septembre 2023.
| Catégorie | Date             | Lieu       | Adversaire             | Résultat | Minutes | Compétition  | Buts | Passes | Capitaine | Club             |
| --------- | ---------------- | ---------- | ---------------------- | -------- | ------- | ------------ | ---- | ------ | --------- | ---------------- |
| Maroc U23 | 7 septembre 2023 | Fès        | Brésil                 | 1 – 0    | 45 min  | Match amical | 0    | 0      | Non       | Grenoble Foot 38 |
| Maroc U23 | 12 octobre 2023  | Casablanca | Irak                   | 0 – 1    | 77 min  | Match amical | 0    | 0      | Non       | Grenoble Foot 38 |
| Maroc U23 | 16 octobre 2023  | Casablanca | République dominicaine | 3 – 1    | 14 min  | Match amical | 0    | 0      | Non       | Grenoble Foot 38 |
| Maroc U23 | 16 novembre 2023 | Murcie     | Danemark               | 0 – 3    | 4 min   | Match amical | 0    | 0      | Non       | Grenoble Foot 38 |
| Maroc U23 | 21 novembre 2023 | Murcie     | États-Unis             | 1 – 0    | 90 min  | Match amical | 0    | 0      | Non       | Grenoble Foot 38 |

## Palmarès

### En club
Il est vice-champion de Ligue 2 en 2025 avec le Paris FC.

### Distinctions individuelles
- 2023 : Meilleur joueur d'avril 2023 avec le Grenoble Foot 38[27].